# Sojuz TM-24
Sojuz TM-24 (Союз ТМ-24) – rosyjska załogowa misja kosmiczna, stanowiąca dwudziestą siódmą wyprawę na pokład stacji kosmicznej Mir. Na pokładzie znajdowała się pierwsza francuska astronautka – Claudie André-Deshays.
Załoga połączyła się ze stacją Mir, na pokładzie której przebywali już Jurij Onufrijenko, Jurij Usaczow i Amerykanka Shannon Lucid. André-Deshays pozostała na pokładzie przez 16 dni, przeprowadzając w tym czasie eksperymenty biologiczne i medyczne. Powróciła na Ziemię z Onufrijenką i Usaczowem.